# I pomeriggi privati di Pamela Mann
I pomeriggi privati di Pamela Mann (The Private Afternoons of Pamela Mann) è un film pornografico del 1974 diretto da Radley Metzger (con lo pseudonimo "Henry Paris"). La pellicola viene considerata uno dei classici della cosiddetta "Golden Age of Porn". Fu un passo avanti nello sviluppo del genere, essendo un prodotto in possesso di una trama vera e propria e di buona recitazione. Il film può essere interpretato come una riflessione sul voyeurismo.
L'attore porno Bill Margold, scrisse che I pomeriggi privati di Pamela Mann segnò la fine dei film a luci rosse "usa e getta", buoni solo per la masturbazione. Girato a Manhattan, il film uscì a New York il 26 dicembre 1974 e fu distribuito a livello nazionale nel 1975. I pomeriggi privati di Pamela Mann è stato inserito nella XRCO Hall of Fame.

## Trama
La dott.ssa Pamela Mann, una psicoterapeuta sposata, vivendo e lavorando a Manhattan ha svariati incontri sessuali extraconiugali che vengono filmati in segreto da un detective privato assunto dal marito. La donna ha un rapporto lesbico con una delle sue pazienti, una prostituta, e viene anche rapita da una coppia di estremisti politici radicali. Mentre il maschio della coppia la stupra oralmente, la compagna dell'uomo legge il testo della sentenza sulla pornografia emessa dalla Corte suprema degli Stati Uniti. Successivamente, Pamela pratica anche della fellatio a uno sconosciuto incontrato in un parco. Viene quindi svelato che la stessa Pamela Mann guarda a letto insieme al marito i filmini girati dal detective. I due hanno inscenato i vari incontri sessuali per eccitarsi reciprocamente.

## Versione restaurata
Nel 2011, la DistribPix ha distribuito una versione restaurata in digitale del film, con la piena collaborazione del regista. Il risultato ebbe una limitata distribuzione nei cinema statunitensi, venendo poi commercializzato in formato DVD.